# Martin Angha
Martin Yves Angha-Lötscher (Zürich, 22 januari 1994) is een Zwitsers voetballer die bij voorkeur als centrale verdediger speelt. Hij verruilde in 2017 FC St. Gallen voor FC Sion. Eind augustus 2019 tekende hij een tweejarig contract bij Fortuna Sittard met een optie op nog een jaar. 

## Clubcarrière
Angha speelde in de jeugdacademie van Arsenal en bij de reserves. Daarvoor speelde hij bij FC Zürich en Grasshopper Club Zürich. Angha verkoos Arsenal boven Chelsea, Manchester United en Bayern München, die ook interesse toonden. Tijdens het seizoen 2011-2012 speelde Angha de meeste wedstrijden voor het tweede elftal. Op 26 september 2012 maakte Angha net als Serge Gnabry zijn profdebuut in de League Cup tegen Coventry City. Op 4 december 2012 debuteerde Angha in de Champions League. Uit bij Olympiakos Piraeus viel hij in na 83 minuten voor Jernade Meade.

## Clubstatistieken
| Seizoen | Club             | Land        | Competitie    | Wed. | Doelp. |
| ------- | ---------------- | ----------- | ------------- | ---- | ------ |
| 2013/14 | 1.FC Nürnberg    | Duitsland   | Bundesliga    | 14   | 0      |
| 2014/15 | TSV 1860 München | Duitsland   | 2. Bundesliga | 16   | 0      |
| 2015/16 | FC St. Gallen    | Zwitserland | Super League  | 29   | 1      |
| 2016/17 | FC St. Gallen    | Zwitserland | Super League  | 15   | 0      |
| 2017/18 | FC Sion          | Zwitserland | Super League  | 14   | 0      |
| 2018/19 | FC Sion          | Zwitserland | Super League  | 4    | 0      |
| Totaal  | Totaal           | Totaal      | Totaal        | 92   | 1      |

## Interlandcarrière
Angha kwam uit voor Zwitserland –15, Zwitserland –16, Zwitserland –17, Zwitserland –18, Zwitserland –19 en Zwitserland –21.
1 Koopmans ·
4 Adewoye ·
5 Grujčić ·
6 Van Ottele ·
7 Peterson ·
8 Dahlhaus ·
9 Sierhuis ·
10 Halilović ·
11 Aïko ·
12 Pinto  ·
14 Guth ·
17 Demir ·
19 Radulović ·
20 Michut ·
22 Bastien ·
23 Da Cruz ·
24 Sinkgraven ·
25 Martens ·
27 Hermsen ·
28 Mitrović ·
29 Et Taïbi ·
30 Johnson ·
31 Branderhorst ·
32 Rosier ·
33 Bullaude ·
35 Dijks ·
37 Bisschops ·
38 Schenkhuizen ·
39 Korkmazyürek ·
71 Bayram ·
77 Tunjić ·
80 Fosso ·
Coach: Buijs
· Assistent-trainer: Boessen
· Assistent-trainer: Poldervaart
· Keeperstrainer: Creemers